# Basílica de Santa Maria do Povo
Santa Maria del Popolo ou Basílica de Santa Maria do Povo é uma igreja titular e basílica menor agostiniana em Roma, Itália, localizada no lado norte da Piazza del Popolo, uma das mais famosas da cidade. O complexo da igreja fica entre a Porta del Popolo (antiga Porta Flamínia) e o monte Píncio. A Porta Flamínia era um dos portões fortificados da Muralha Aureliana e também o ponto de partida da Via Flamínia, a mais importante estrada romana para o norte da cidade. A igreja abriga obras de arte de diversos artistas como Rafael, Gian Lorenzo Bernini, Caravaggio, Alessandro Algardi, Pinturicchio, Andrea Bregno, Guillaume de Marcillat e Donato Bramante.
O cardeal-presbítero protetor do título de Santa Maria do Povo é Stanisław Dziwisz, arcebispo emérito de Cracóvia.

## História
Em 1099, uma capela foi construída pelo papa Pascoal II (r. 1099–1118) em homenagem à Nossa Senhora sobre o Mausoléu dos Domícios, dos Domícios Enobarbos, uma antiga gente da Roma Antiga. Conta a tradição que o local era assombrado pelo espírito de Nero (que era um Domício Enobarbo) ou por demônios na forma de corvos; por isto, o papa cortou a nogueira que abrigava os corvos e construiu uma capela no lugar. O nome "del Popolo" ("do povo") provavelmente é uma referência à sua fundação pelo "povo de Roma", mas algumas fontes defendem que ele vem da palavra latina populus, que significa choupo ou álamo (árvores do gênero Populus), uma referência a uma árvore nas proximidades. A capela foi ampliada e tornou-se uma igreja por ordem do papa Gregório IX (r. 1227–1241) em 1235. Em 1250, foi entregue aos cuidados dos frades agostinianos, que ainda servem no local.
Santa Maria del Popolo foi reconstruída por Baccio Pontelli e Andrea Bregno entre 1472 e 1477 por ordem do papa Sisto IV (r. 1471–1484) e entregue à congregação dos frades lombardos em Roma. O resultado da obra foi um excelente exemplo da arquitetura renascentista italiana primitiva. Entre 1655 e 1660, a fachada foi modificada por Gian Lorenzo Bernini, que pediu ao papa Alexandre VII (r. 1655–1667) permissão para atualizar a antiga igreja renascentista para um estilo barroco mais moderno. O resultado foi uma elegante e simples fachada em mármore travertino branco.

## Interior

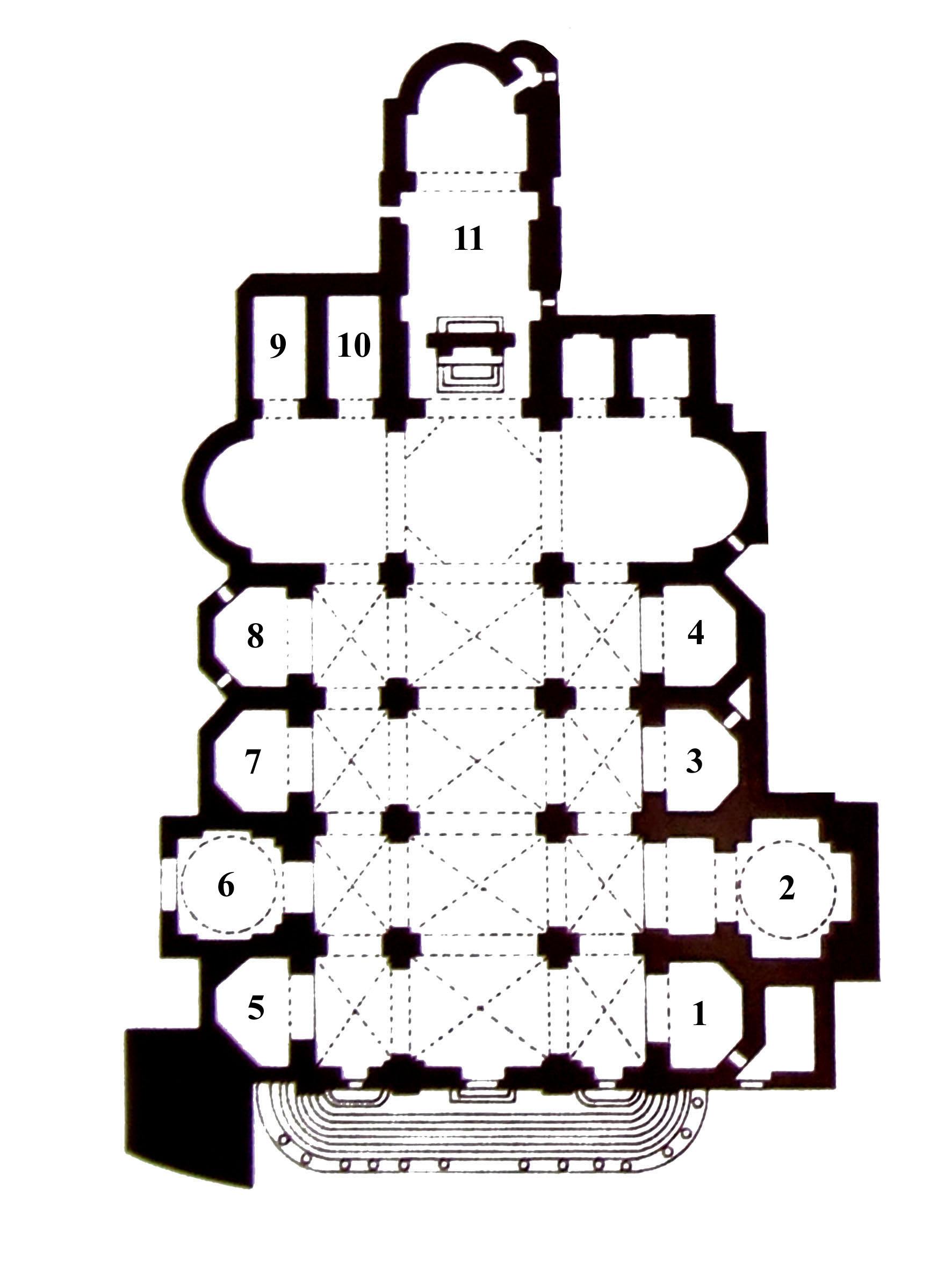
Planta da basílica.

A basílica foi concebida como basílica com colunas, nave central e duas naves laterais, em plano cruciforme com capelas laterais. A abside foi projetada por Bramante e abriga o mais antigo vitral original em Roma, uma obra do artista francês Guillaume de Marcillat. Pinturicchio decorou a abóbada com afrescos, incluindo uma "Coroação da Virgem". Os túmulos dos cardeais Ascanio Sforza e Girolamo Basso della Rovere, ambos de Andrea Sansovino, também estão ali. Mas Santa Maria del Popolo é famosa sobretudo por suas maravilhosas capelas, que as famílias romanas importantes mandaram adornar às suas custas. 

### Capelas

#### Capela Della Rovere (1)
A Capela Della Rovere (ou Capela da Natividade) é a primeira do lado direito e foi construída pelo cardeal Domenico della Rovere entre 1471 e 1484 depois da reconstrução levada a cabo por outro Della Rovere, o papa papa Sisto IV. A decoração pictórica é atribuída a Pinturicchio e sua escola. A principal peça-de-altar, "Adoração do Menino com São Jerônimo", é de Pinturicchio. O túmulo do cardeal Cristoforo della Rovere (m. 1487), de Andrea Bregno e Mino da Fiesole, foi erigido por seu irmão. Do lado direito está o túmulo de Giovanni de Castro (m. 1506), atribuído a Francesco da Sangallo. 
Esta capela é um dos melhores exemplos do quattrocento preservados em Roma.

#### Capela Cybo (2)
A Capela Cybo foi radicalmente reconstruída pelo cardeal Alderano Cybo (1613–1700) entre 1682 e 1687 com base num projeto de Carlo Fontana. Pela beleza de suas pinturas, os preciosos mármores que revestem suas paredes e a importância dos artistas envolvidos na construção, é amplamente considerada como um dos mais importantes monumentos sacros erigidos em Roma no último quarto do século XVII.

#### Capela Basso Della Rovere (3)
A Capela Basso Della Rovere foi construída por Girolamo Basso della Rovere entre 1471 e 1484. A arquitetura é similar à Capela Della Rovere (Natividade) e a decoração pictórica é atribuída também a Pinturicchio e sua escola. Os destaques são o grande afresco da "Madona com o Menino Entronada com os Santos Agostinho, Francisco, Antônio e um Santo Monge" sobre o altar, a "Assunção da Virgem" na primeira parede e a decoração monocromática ilusionista do pedestal, com bancos pintados e cenas de martírio. O piso original em majólica, de Deruta, também sobreviveu.

#### Capela Costa (4)
A era originalmente propriedade de Domenico della Rovere, mas foi adquirida pelo cardeal português Jorge da Costa (o nome italianizado é Giorgio Costa) por 200 ducados de ouro em 1488. Costa era uma pessoa bem conhecida e influente na corte do Papa Alexandre VI. O cardeal empregou a mesma oficina de pintores da dinastia Della Rovere, a escola de Pinturicchio. Não é improvável que o patrono tenha procurado conscientemente o mesmo artista.
O monumento sepulcral de mármore e bronze do Cardeal Pietro Foscari foi originalmente colocado no meio da Capela Foscari, que foi demolida para a construção da Capela Cerasi em 1600. Foi feito por um escultor de Siena, Giovanni di Stefano, na década de 1480, mas antes acreditava-se que tivesse sido criado por Vecchietta.
A capela preservou sua forma original, exceto uma janela que foi emparedada para a criação de um novo monumento funerário em 1833.

#### Capela Montemirabile (5)
Construída por Giovanni Montemirabile em 1479, foi transformada no batistério da basílica em 1561. As mais importantes obras de arte abrigadas ali são as edículas da pia batismal e dos santos óleos. Estes mármores são reaproveitados do antigo altar-mor da basílica anterior de Andrea Bregno. O monumento funerário do cardeal Antoniotto Pallavicini na parede esquerda também é obra da escola de Bregno (1507).

#### Capela Chigi (6)
O banqueiro Agostino Chigi encomendou a Rafael o projeto e a decoração de uma capela para abrigar seu túmulo em 1513 e o resultado é uma coleção de tesouros da arte barroca e renascentista na Itália, uma das mais importantes capelas da basílica. A cúpula da capela de plano central octogonal está decorada com o famoso mosaico de Rafael, a "Criação do Mundo". As estátuas de "Jonas" e "Elias" foram esculpidas por Lorenzetto. Posteriormente, a capela foi completada por Bernini por ordem de Fabio Chigi. Entre suas adições estão as esculturas de "Habacuque e o Anjo" e "Daniel na Cova dos Leões".

#### Capela Mellini (7)
Esta capela, dedicada a São Nicolau de Tolentino, é uma das capelas hexagonais originais do século XV na basílica, mas sua decoração foi alterada nos séculos seguintes. Foi a capela funerária da família Mellini por séculos e abriga diversos monumentos funerários, entre eles obras de Alessandro Algardi e Pierre-Étienne Monnot. Os afrescos na abóbada são de Giovanni da San Giovanni (1623–4).

#### Capela Cybo-Soderini (8)
A Capela Cybo-Soderini (ou "Capela da Crucificação") foi remodelada no período barroco quando um artista flamengo, Pieter van Lint, pintou seu ciclo de afrescos na abóbada e nas lunetas representando os "Anjos com os Símbolos da Paixão" e os "Profetas". Os dois grandes afrescos nas paredes laterais mostram cenas da "Lenda da Vera Cruz". Há um crucifixo de madeira do século XV sobre o altar, abrigado numa edícula coríntia. Esta capela foi restaurada por Lorenzo Soderini em 1825.

#### Capela Theodoli (9)
A capela é uma pouco conhecida gema do maneirismo romano e uma obra-prima do pintor e estuquista Giulio Mazzoni. É chamada também de "Capela de Santa Catarina do Cálice" (ou "do Cadice"), uma referência à clássica estátua de mármore de Santa Catarina no altar, os cálices em estuque nos tímpanos e o título do patrono, Girolamo Theodoli, bispo de Cádis (Cadice). A decoração foi encomendada originalmente pelo primeiro proprietário, Traiano Alicorni, em 1555. Theodoli retomou as obras em 1569 e finalizou o serviço em 1575.

#### Capela Cerasi (10)
A Capela Cerasi abriga duas famosas telas de Caravaggio: "Conversão no Caminho para Damasco" (1600–1) e Crucificação de São Pedro". Provavelmente as mais importantes obras de arte na basílica, ladeiam a peça-de-altar principal, a "Assunção da Virgem" de Annibale Carracci.

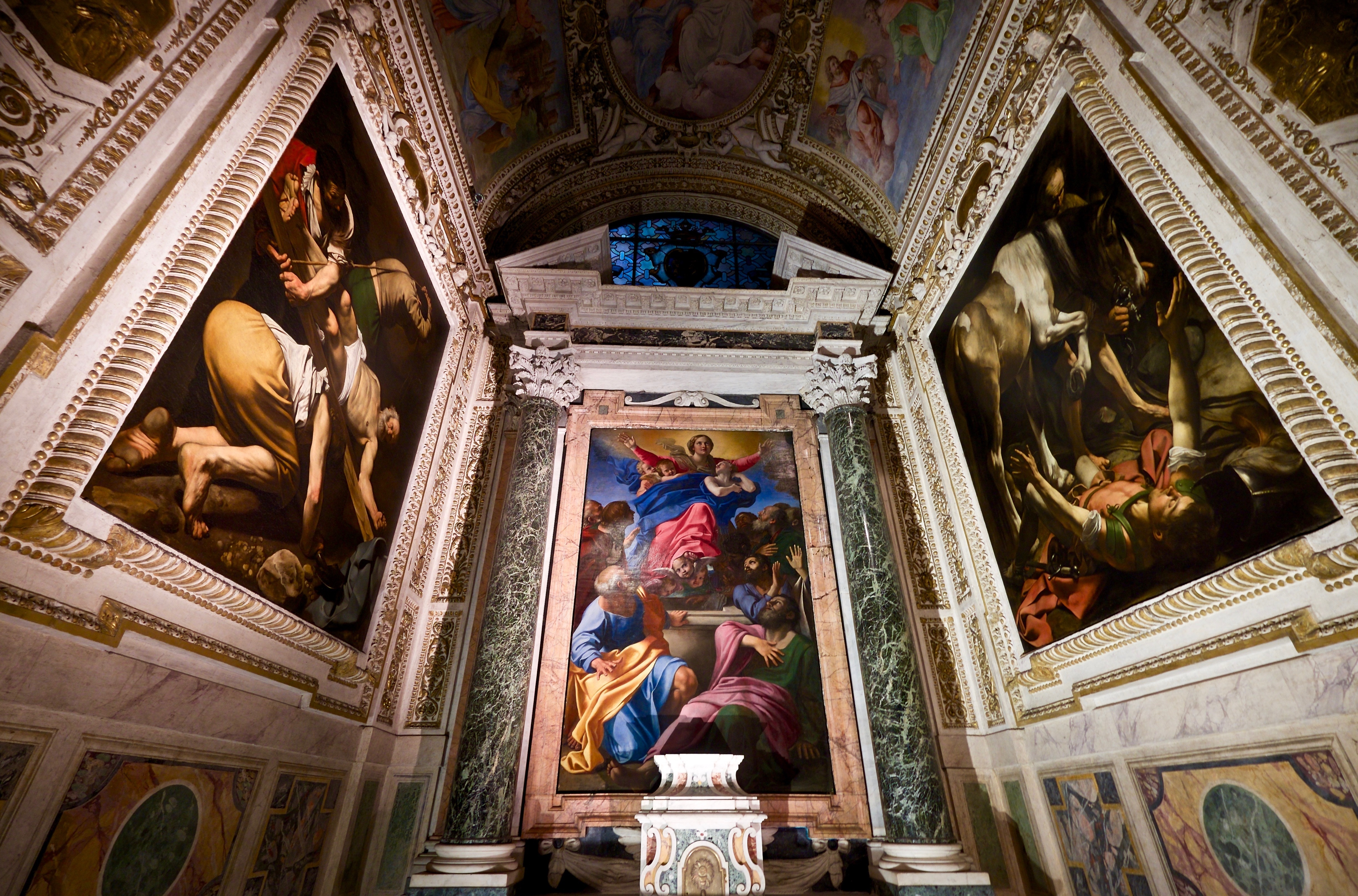
Vista da capela
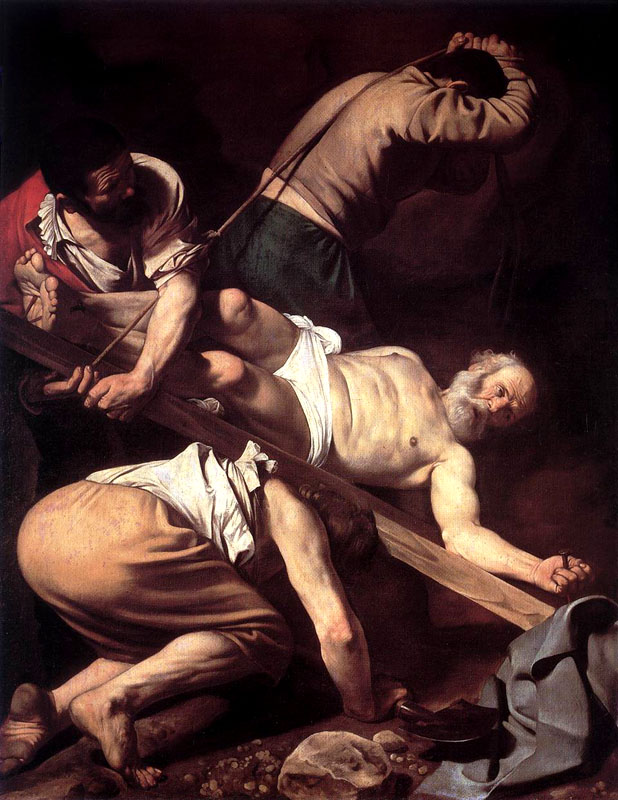
Crucificação de São Pedro
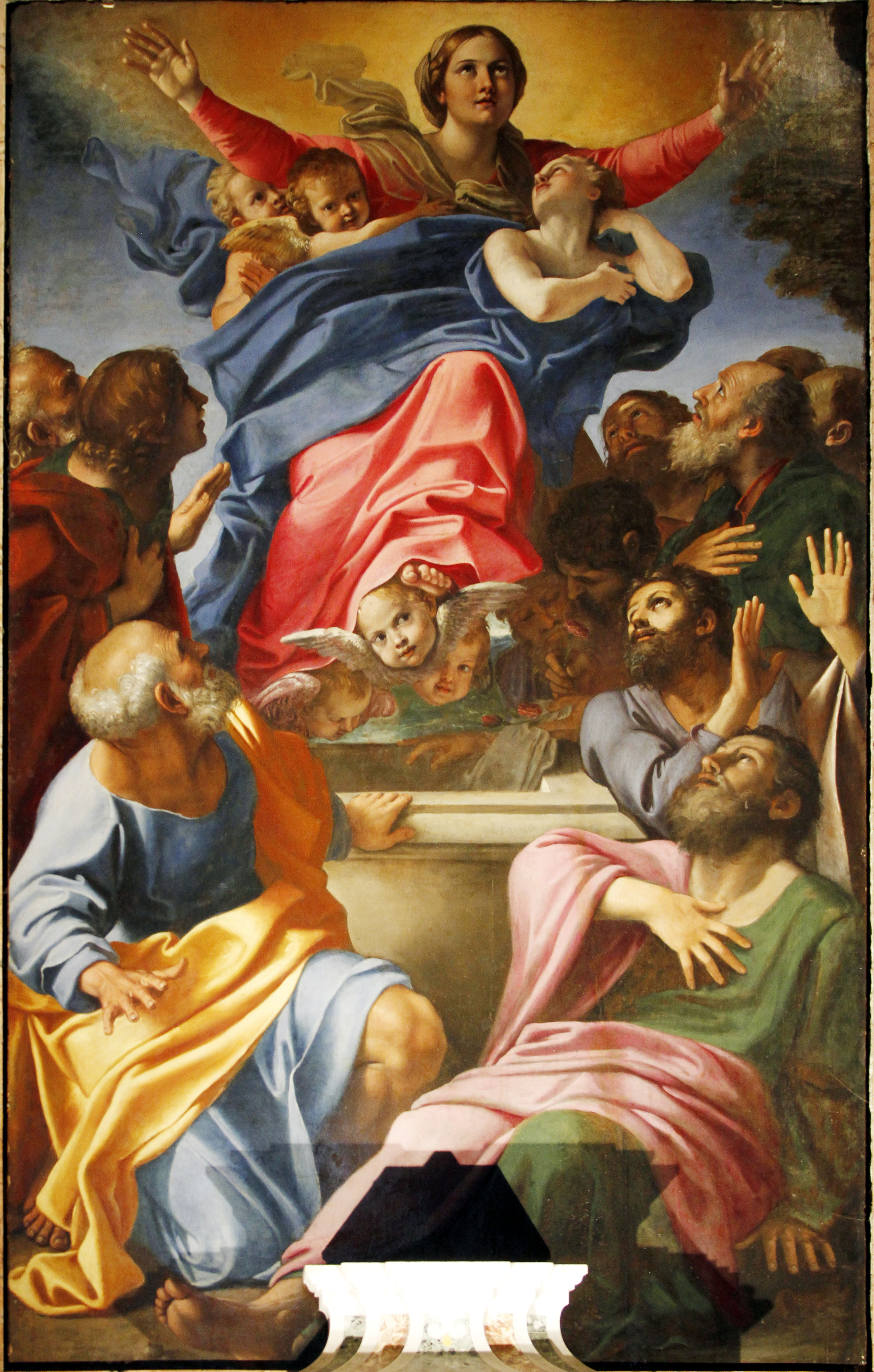
Assunção da Virgem
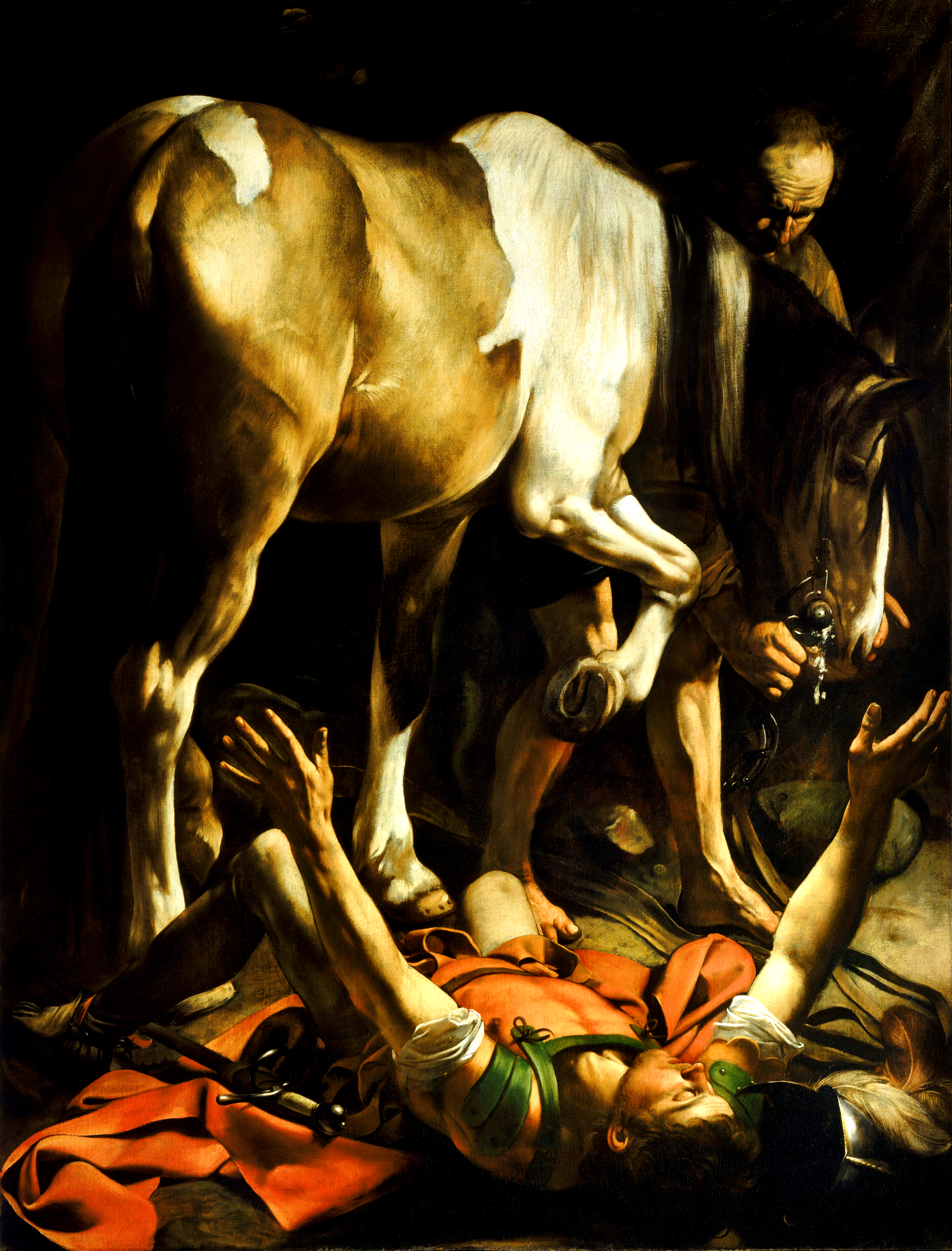
Conversão de São Paulo

#### Capelas Feoli e Cicada (11 e 12)
As duas capelas idênticas no braço direito do transepto são relativamente insignificantes em termos artísticos quando comparadas com as demais capelas da igreja. Ambas foram construídas durante a intervenção de Bernini no século XVII, mas a decoração atual é muito posterior. A mais importante obra de arte é o fragmentário monumento funerário de Odoardo Cicada, o bispo de Sagona, de Guglielmo della Porta (c. 1545). O túmulo, que originalmente era muito maior e mais elaborado, está na Capela Cicada ("Capela de Santa Rita").

### Monumentos
A igreja foi durante muito tempo um dos locais de sepultamento favoritos da aristocracia, do clero e dos intelectuais romanos, especialmente depois da intervenção de Bernini. Além dos túmulos nas capelas laterais, diversos importantes monumentos estão espalhados pela nave, transepto e corredores.

#### Monumento a Maria Eleonora Boncompagni Ludovisi
Na contra-fachada, logo à direita da entrada da basílica está o túmulo de Maria Eleonora I Boncompagni, a princesa de Piombino, morta em 1745. Seu túmulo foi projetado por Domenico Gregorini em 1749.
O monumento funerário é uma obra de arte típica do barroco tardio, com notáveis detalhes macabros. Na base está um dragão alado, símbolo da família Boncompagni. A placa do epitáfio é feita de pedras coloridas polidas em pietre dure. A inscrição é coroada por uma personificação do "Tempo" (uma caveira alada), o brasão do Principado de Piombino e duas figuras alegóricas ("Caridade" e "Mansidão"). A placa está afixada numa moldura de mármore branco com uma concha na parte inferior e uma empena na superior, também com uma concha, duas tochas flamejantes e outra caveira alada.

#### Túmulo de Giovanni Battista Gisleni
O túmulo de Giovanni Battista Gisleni, um arquiteto e projetista de palcos do barroco italiano que trabalhava para a corte real polonesa entre 1630 e 1668. é provavelmente o mais macabro monumento funerário da basílica. Ele está localizado entre uma cabine de madeira e uma meia-coluna de pedra do lado direito da contra-fachada. Foi projetado e instalado pelo próprio Gisleni em 1670, dois anos antes de sua morte. 
A parte superior do monumento é uma placa de pedra com uma longa inscrição e um retrato do morto num tondo pintado pelo retratista flamengo Jacob Ferdinand Voet. Na parede há um baldaquino pintada na parede, segurado por anjos. Na parte inferior, um esqueleto observa a igreja através de uma grade de ferro de uma janela. A sinistra figura, encapuzada, encara o observador com suas mãos ossudas cruzadas sobre o peito. A moldura de pedra da janela está decorada com um brasão e dois medalhões de bronze. O da esquerda mostra uma árvore com seus ramos cortados, mas com novos brotos e uma lagarta criando seu casulo; o da direita mostra a metamorfose da lagarta em uma mariposa. São símbolos da morte e da ressurreição, respectivamente. As inscrições explicam: "In nidulo meo moriar" ("Em meu ninho, morri" – uma referência à cidade de Roma) e "Ut phoenix multiplicabo dies" ("Como uma fênix, multiplico meus dias"). Há duas inscrições enigmáticas nas porções superior e inferior do monumento: "Neque hic vivus" e "Neque illic mortuus" ("Nem vivo aqui, nem morto lá").
Neste túmulo, o esqueleto não é a personificação da morte, como em outros túmulos barrocos, mas uma representação do morto à caminho da ressurreição ("transi") através da qual "a morte se torna um símbolo da vida".

#### Túmulo de Maria Flaminia Odescalchi Chigi
O monumento funerário da princesa Maria Flaminia Odescalchi Chigi é por vezes chamado de "o último túmulo barroco de Roma". É provavelmente o mais espetacular, visualmente exuberante e teatral monumento funerário da basílica. Foi construído em 1771 para a jovem princesa, a primeira esposa de Ferdinando Chigi que morreu no parto com apenas vinte anos. Projetado por Paolo Posi, um arquiteto barroco famoso por sua arquitetura efêmera construída para celebrações, foi executado por Agostino Penna. Está localizado no pilar entre as capelas Chigi e Montemirabile. 
Ele revela a influência do "Memorial a Maria Raggi", de Bernini, em Santa Maria sopra Minerva. Posi utilizou os símbolos heráldicos dos Chigi e dos Odescalchi para celebrar a interligação entre as duas famílias principescas. Na parte inferior do monumento, um leão em mármore branco dos Odescalchi está escalando uma montanha, símbolo dos Chigi; à direita, um incensário alude novamente aos Odescalchi. Um retorcido carvalho (Chigi) cresce na montanha com um enorme robe de mármore vermelho em seus galhos. O robe, por sua vez, está embainhado com ouro, decorado com um epitáfio de letras douradas, com as estrelas dos Chigi e os incensórios dos Odescalchi na parte inferior. Na parte superior do túmulo, uma águia e dois anjos de mármore branco estão segurando um retrato de mármore preto e branco da falecida dentro de um ricamente decorado medalhão dourado.
No século XIX, o monumento foi desprezado como sendo "espalhafatoso". Stendhal, por exemplo, chamou de um "explosão do execrável gosto do século XVIII" em "Promenades dans Rome" (1827).

#### Agostino Chigi
No pilar entre as capelas Chigi e Mellini está o monumento neoclássico tardio em memória ao príncipe Agostino Chigi (1858–1896), que morreu na Batalha de Adwa, na Primeira Guerra Ítalo-Etíope. O túmulo foi projetado por Adolfo Apolloni em 1915. O mármore do sepulcro segue a curva da meia-coluna atrás. A placa com a inscrição está ladeada por dois meio-pilares e duas estátuas alegóricas, as personificações da "vida terrena" e da "vida eterna".

## Galeria

Imagens da igreja
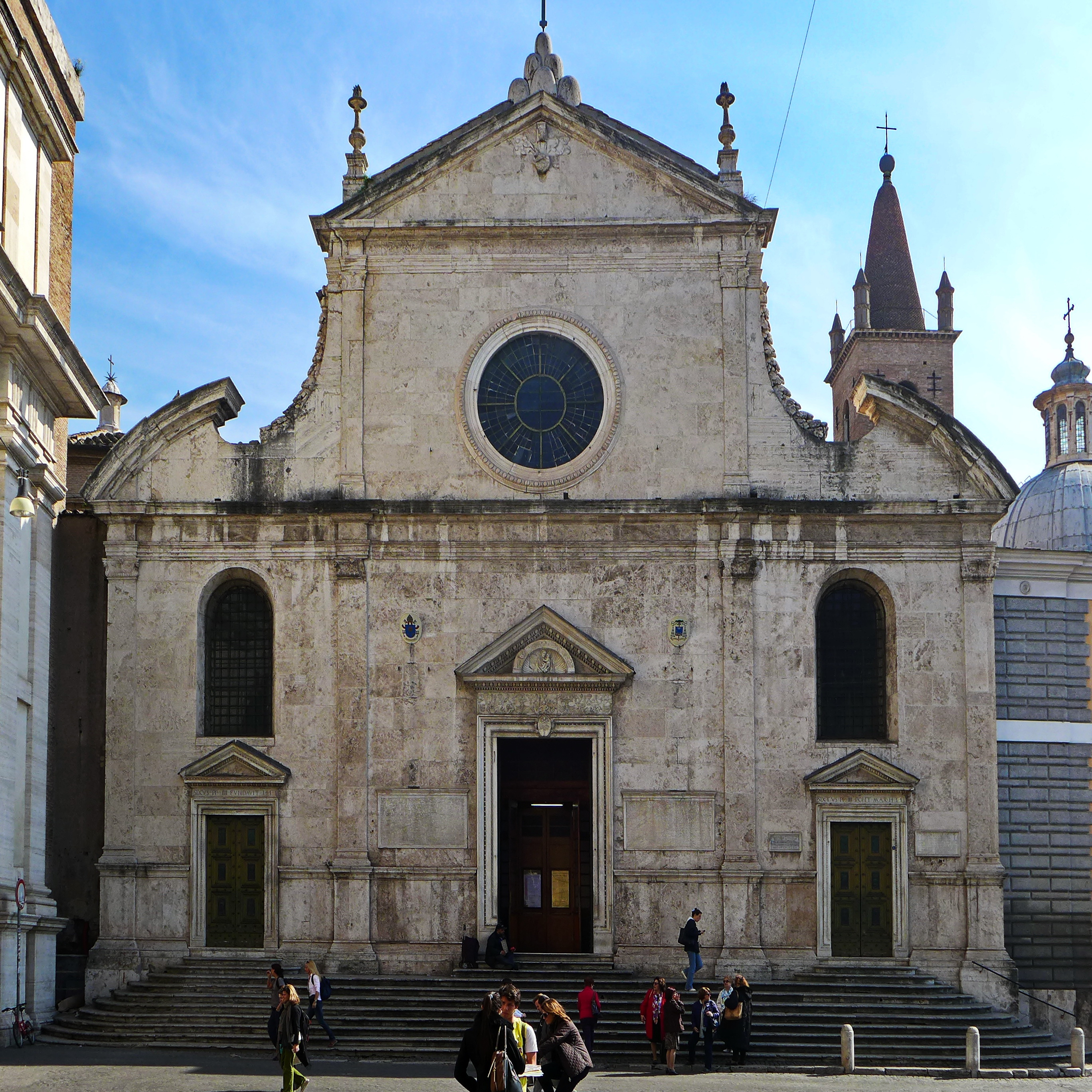
Fachada barroca de Bernini (1655–1660).
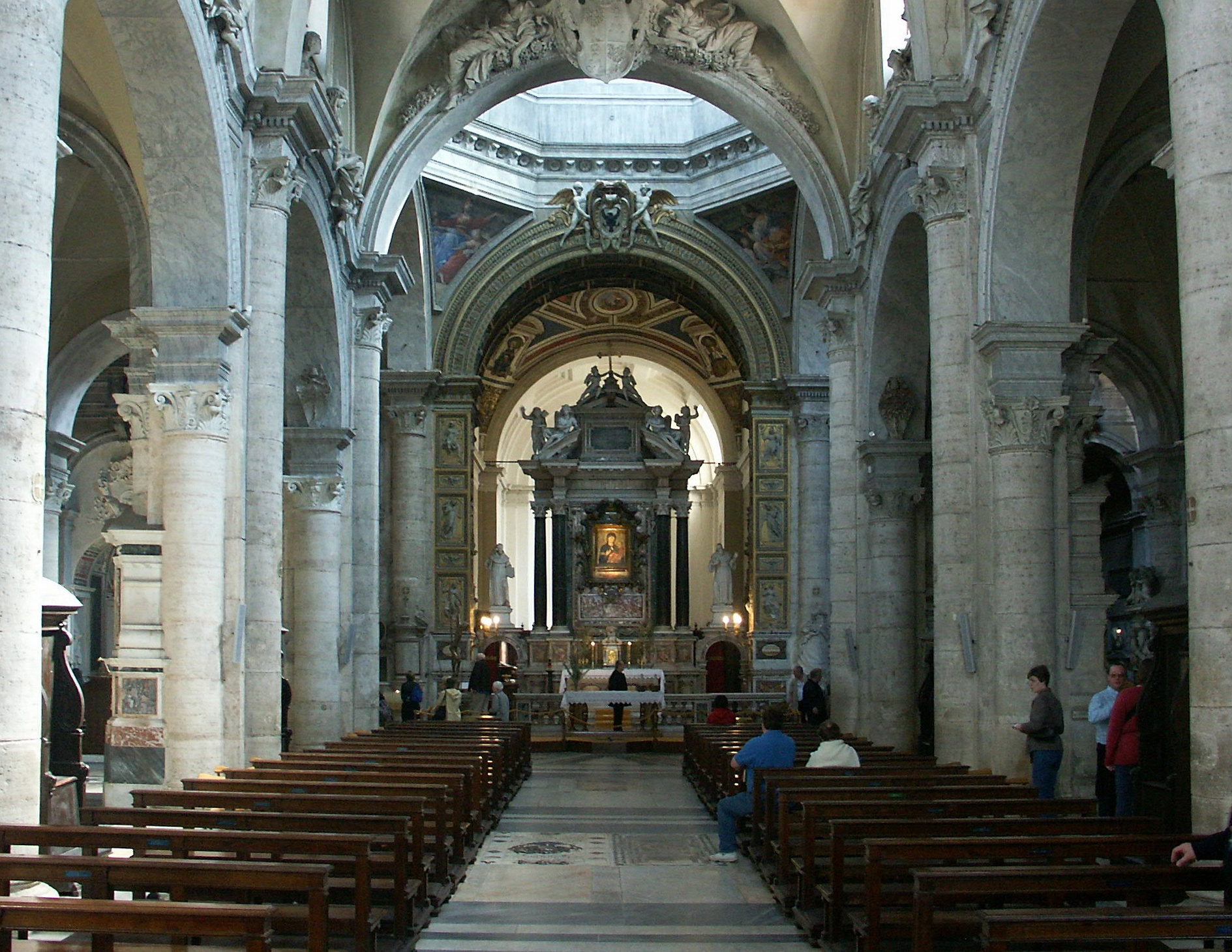
Vista da nave.
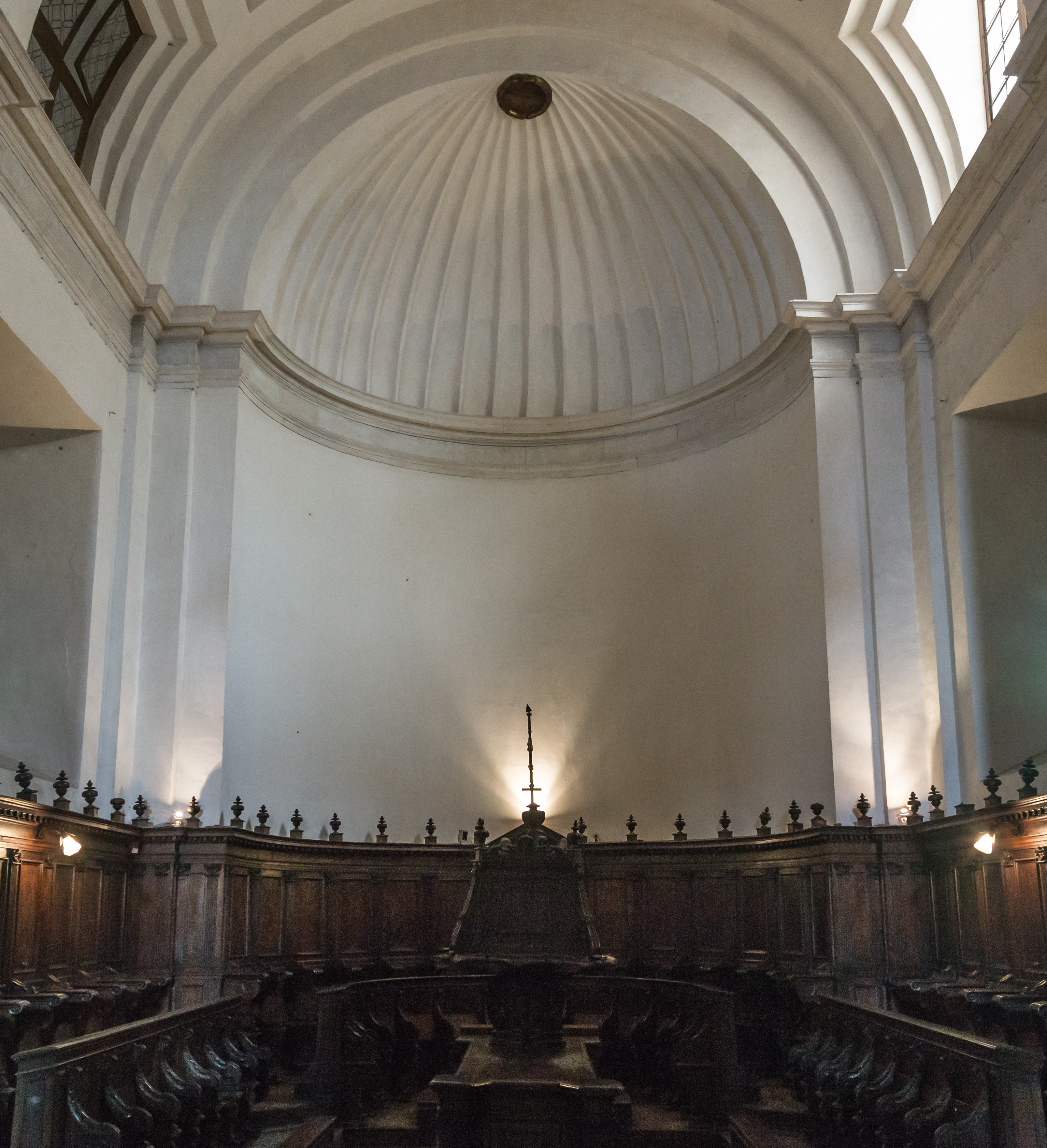
Vista do coro e a abside.
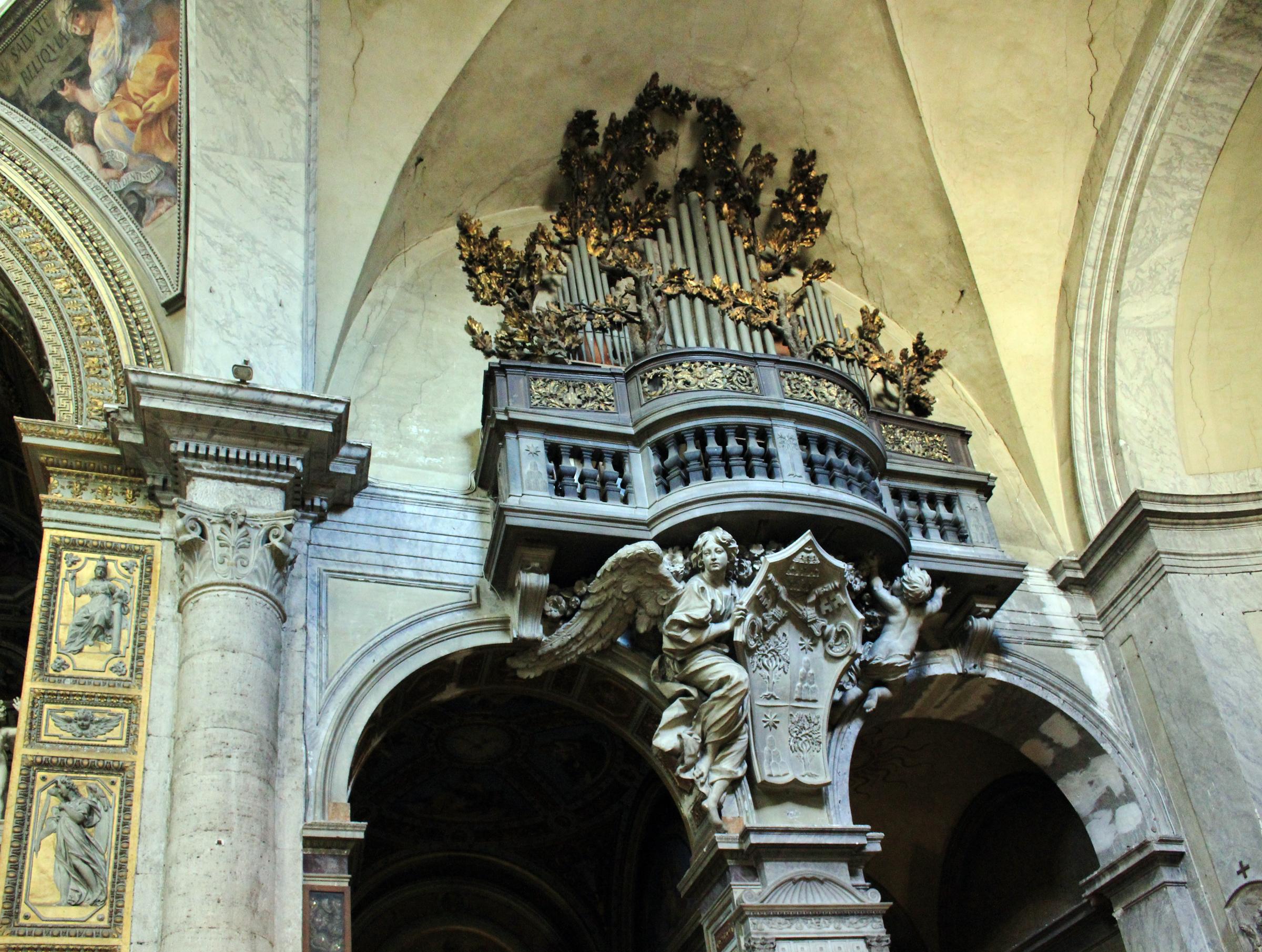
Órgão.
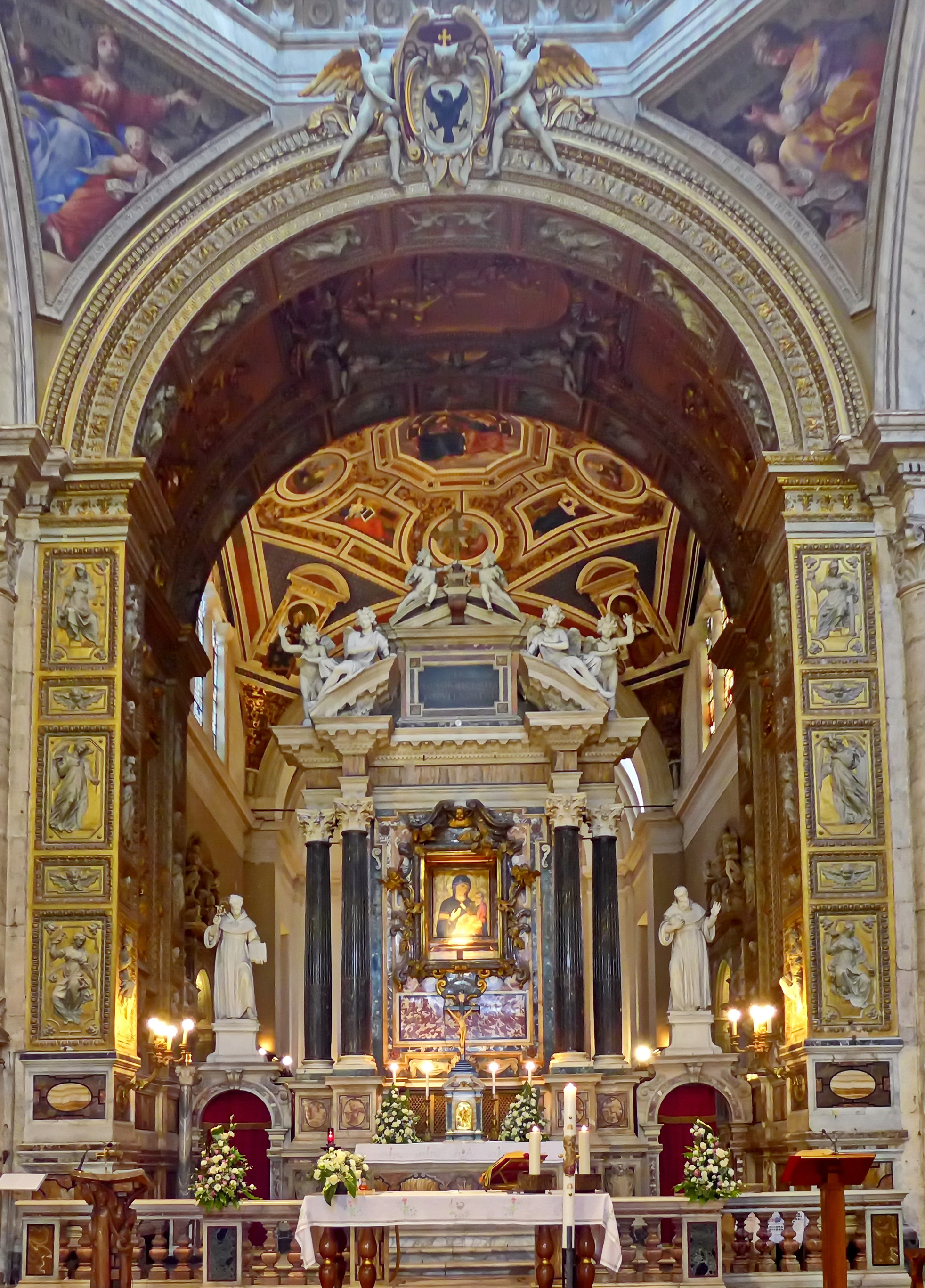
Altar-mor.